# Adélaïde de Weimar-Orlamünde
 (janvier 2023).
Si vous disposez d'ouvrages ou d'articles de référence ou si vous connaissez des sites web de qualité traitant du thème abordé ici, merci de compléter l'article en donnant les références utiles à sa vérifiabilité et en les liant à la section « Notes et références ».
Adélaïde de Weimar-Orlamünde, née vers 1055 et morte le 28 mars 1100, inhumée au couvent de Springiersbach, fut une héritière des comtes de Weimar-Orlamünde. Elle est réputée comme la fondatrice de l'abbaye de Maria Laach.

## Famille
Adélaïde est la fille du comte Othon de Weimar (mort en 1067), nommé margrave de Misnie succédant à son frère aîné Guillaume en 1062, et de son épouse Adèle, elle-même fille du comte Lambert II de Louvain. Elle a deux sœurs :
- Oda (morte en 1111) qui épousa Egbert II de Brunswick, margrave de Misnie ;
- Cunégonde (morte après 1117), qui épousa le prince Iaropolk Iaroslavovitch, fils du grand-prince Iziaslav de Kiev, puis Cuno de Northeim, comte de Beichlingen, et Wiprecht de Groitzsch, margrave de Misnie.

La famille comtale, un fidèle soutien de la dynastie franconienne, était l'une des plus puissantes en Thuringe. L'oncle d'Adélaïde, Guillaume, réussit à acquérir le comté palatin de Saxe et la marche de Misnie. Son père Othon a été en mesure d'unir les comtés de Weimar et d'Orlamünde sous sa tutelle. Après sa mort, sans issue mâle, la Misnie passa à Egbert Ier de Brunswick, de la lignée des Brunonides. Le cousin d'Othon, Ulrich Ier, margrave d'Istrie et de Carniole, héritait du titre de comte.

## Mariages et descendance
Adélaïde, en tant que « comtesse palatine » (son sceau porte l'inscription Adeleide Palatina comitissa) la plus ancienne détentrice de ce titre, fut trois fois mariée et trois fois veuve : 
Elle épouse en premières noces un ancêtre de la maison d'Ascanie, le comte Adalbert II de Ballenstedt (né vers 1030; † 1079/1080), assassiné lors d'une querelle par Egeno II de Konradsburg. De cette union elle a deux fils : 
- Othon le Riche (né vers 1070/73 - † 1123) qui succède à son père dans son fief ascanien de Ballenstedt en Saxe ; il est duc de Saxe sur une brève période en 1112 et poursuit pendant de longues années un conflit avec le clan responsable du meurtre de son père ;
- Siegfried (né vers 1075 - † 1113)  qui reçoit l'expectative de Weimar-Orlamünde du droit de sa mère ; il fut également par héritage de son beau-père adoptif comte palatin du Rhin.

Après la mort d'Adalbert Adélaïde épouse au début de 1080 en secondes noces le comte palatin Hermann II de Lotharingie (né vers 1049; † 1085) issu de la maison des Ezzonides. Hermann est tué lors d'un combat singulier contre le comte Albert III de Namur, le 20 septembre 1085. De cette union, elle a également deux enfants morts avant 1085.

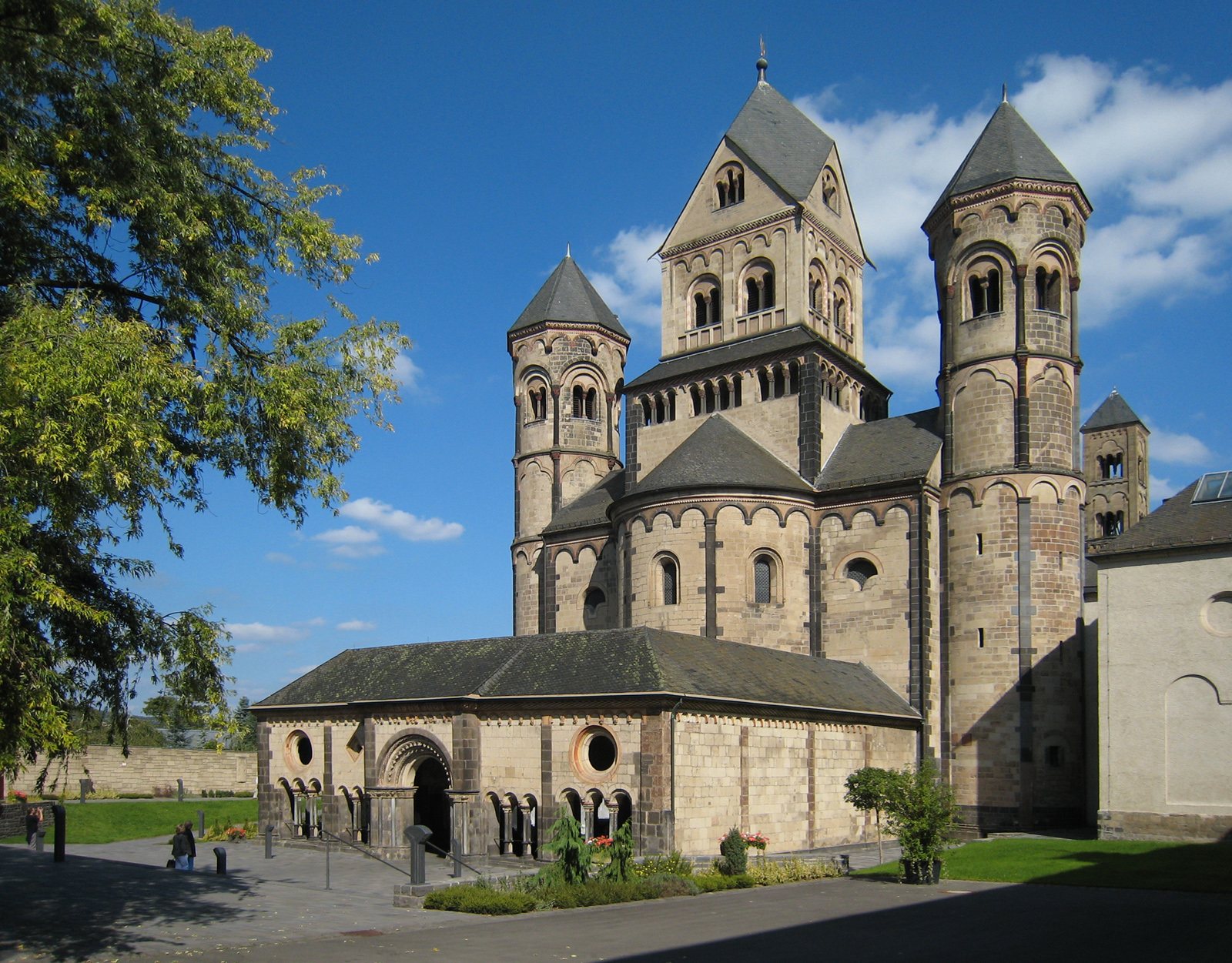
Abbaye de Maria Laach.

Après la mort d'Hermann en 1085, Adélaïde épouse en troisièmes noces, le comte Henri II de Laach (né vers 1050, † 12 avril 1095), probablement un membre de la maison d'Ardenne, qui porte le nom de son château sur le lac de Laach dans l'Eifel. Fidèle du roi Henri IV dans la lutte avec Rodolphe de Rheinfelden, il est nommé (vers 1087) successeur d'Hermann comme comte palatin du Rhin, titre qu'il est le premier à porter. Leur union reste stérile et Henri adopte les deux fils nés du premier mariage d'Adélaïde dont Siegfried qui, après sa mort vers 1099, lui succède comme comte palatin du Rhin.

## Fondation de Maria Laach
Adélaïde et Henri II de Laach fondent en 1093 l'Abbatia ad Lacum appelée aujourd'hui abbaye de Maria Laach, consacrée à la Sainte Marie Mère de Dieu et à Saint Nicolas. Les travaux sont  interrompus par la mort d'Adélaïde pendant un pèlerinage à Rome en 1100. Ce n'est qu'en 1112 que le fils d'Adélaïde et beau-fils et héritier d'Henri II, le comte palatin Siegfried, fait reprendre les travaux construction et l'établissement définitif de l'abbaye.